# سیارک ۱۹۱۳۹
سیارک ۱۹۱۳۹ (به انگلیسی: 19139 Apian، نامگذاری:1989GJ8) نوزده هزار و صد و سی و نهمین سیارک کشف شده‌است که در ۶ آوریل ۱۹۸۹ کشف شد.
قدر مطلق سیارک برابر ۲۹.۵ است.